# Große Synagoge (Jelgava)

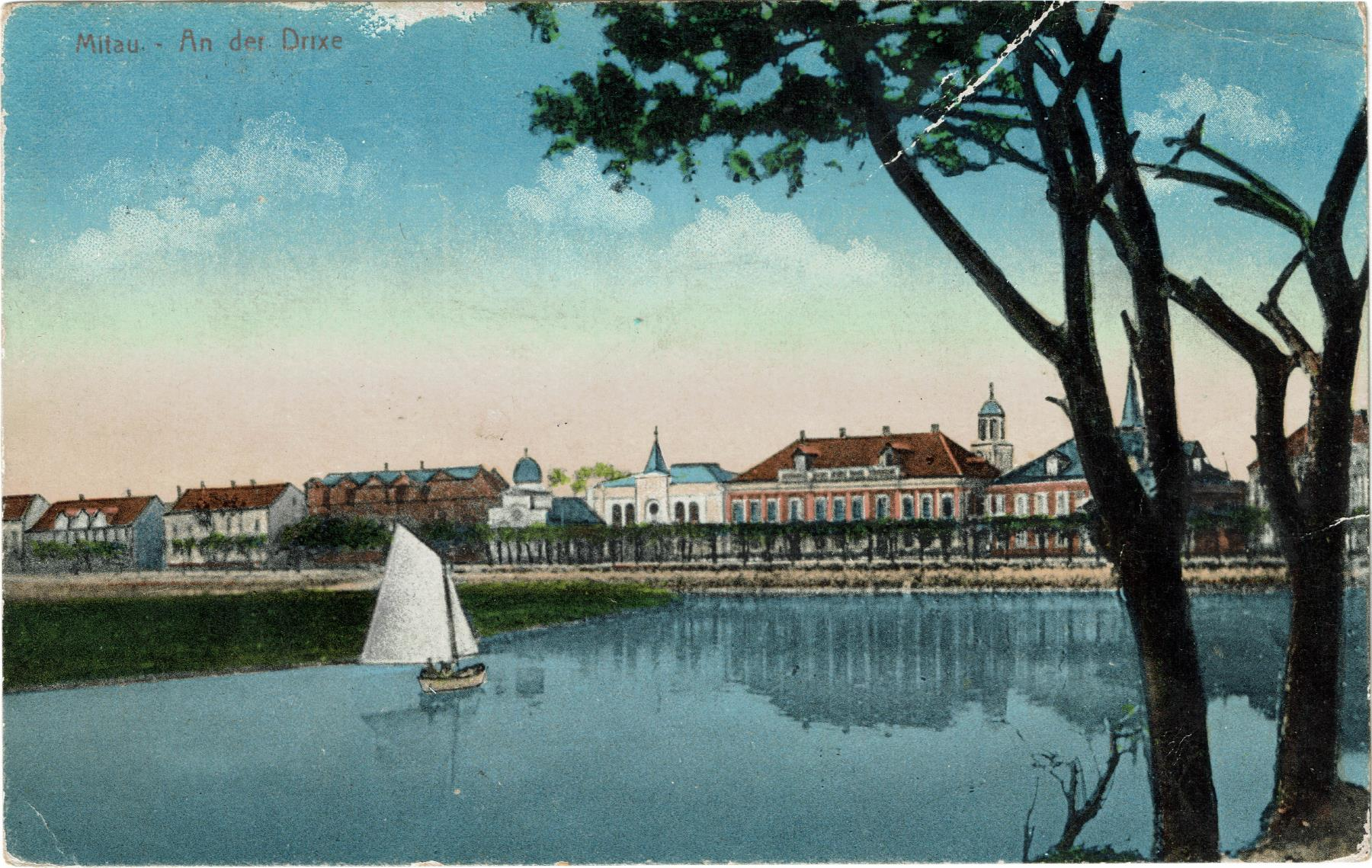
Große Synagoge in Jelgava

Die Große Synagoge in der lettischen Jelgava (deutsch Mitau) wurde in den 1860er Jahren nach Plänen des Architekten Otto Dietze (1833–1890) erbaut. Die Synagoge wurde in den 1930er Jahren renoviert.
Im Zweiten Weltkrieg besetzten deutsche Truppen der Heeresgruppe Nord am 29. Juni 1941 Jelgava. Bald darauf begann die Schoa auch in Jelgava. Eine Einsatzgruppe unter dem Kommando von Franz Walter Stahlecker ermordete Mitte 1941 mit Unterstützung lokaler lettischer Hilfspolizisten fast alle dort noch lebenden Juden. 
Das Synagogengebäude wurde im Zweiten Weltkrieg von den deutschen Besatzern zerstört.